# Zavarovana območja Portugalske
Zavarovana območja Portugalske (portugalsko Áreas protegidas de Portugal) so razvrščena v skladu s statutom pravne zaščite, ki omogoča ustrezno zaščito in vzdrževanje biotske raznovrstnosti, hkrati pa zagotavlja storitve za ekosistem, ki ohranja naravno in geološko dediščino.

## Zgodovina
Zavarovana območja ureja odlok-zakon 142/2008 (24. julij 2008) in jih lahko razvrsti nacionalni organ ali celo javne ali zasebne ustanove. Vlagatelja analizira Instituto da Conservação da Natureza e das Florestas (Inštitut za varstvo narave in gozdov), medtem ko lahko regionalne ali lokalne klasifikacije izpolnijo občine ali skupine občin v skladu s členom 15.
Tipične klasifikacije, ki obstajajo na Portugalskem, so: narodni park, naravni rezervat, zavarovana krajina ali naravni spomenik. Razen oznake narodnega parka lahko lokalne ali regionalne klasifikacije sprejmejo katero koli oznako, ki je ustrezna, če jih spremljajo »regionalni« ali »lokalni« kvalifikatorji (regionalni, ko vključujejo več kot eno občino, in lokalni, kadar vključujejo samo en lokalni organ. Uredba-zakon 142/2008 z dne 24. julija 2008 prav tako omogoča ustanovitev Áreas Protegidas de estatuto privado (APP) (zasebnih zavarovanih območij) na podlagi vloge posameznih lastnikov nepremičnin. Kandidata predlagatelja vodi ICNF, ureja pa ga odlok 1181/2009 z dne 7. oktobra 2009. Nacionalna zavarovana območja (AP) in zasebna zavarovana območja samodejno spadajo v Rede Nacional de Áreas Protegidas (Nacionalno omrežje zavarovanih območij)); v primeru regionalnih ali lokalnih AP je njihova integracija v to mrežo odvisna od ocene nacionalnega organa.
Po vsej državi so razpršena različna območja, ki so opredeljena zaradi njihovega evropskega ekološkega interesa in so bila razvrščena v okviru omrežja Natura 2000. Medtem druga območja spadajo v mednarodna omrežja za ohranjanje narave, kot so biogenetski rezervati (Svet Evrope), Ramsarska območja (Ramsarska konvencija), Biosferni rezervati (MAB/UNESCO) in območja, zajeta v Konvenciji o varstvu svetovne kulturne in naravne dediščine (UNESCO).

## Nacionalni
|                                        |                                |  |
|                                        | Peneda-Gerês                   |  |
| Corno do Bico                          | Montesinho                     |  |
| Laguna Bertiandos in São Pedro de Arco | Azibo rezervoar                |  |
| Severna obala                          | Alvão                          |  |
| Sipine São Jacinto                     | Mednarodni park Douro          |  |
| Paul de Arzila                         |                                |  |
| Montes de Santa Olaia in Ferrestelo    | Serra da Estrela               |  |
| Serras de Aire e Candeeiros            | Serra da Malcata               |  |
| Monte de São Bartolomeu                | Serra do Açor                  |  |
| Berlengas                              | Mednarodni naravni park Tagus  |  |
| Serra de Montejunto                    | Pegadas de Dinossauros         |  |
| C. Lapiaz da Granja dos Serrões        | Paul do Boquilobo              |  |
| Granja dos Serrões e Negrais           | Serra de São Mamede            |  |
|                                        | Açude da Agolada               |  |
| Sintra-Cascais                         | Centro Histórico de Coruche    |  |
| Carenque                               | Açude do Monte da Barca        |  |
| Arriba Fóssil da C. Caparica           | Estuário do Tejo               |  |
| Pedreira do Avelino                    | Estuário do Sado               |  |
| Lagosteiros                            | Lagoa de St. André e Sancha    |  |
| Pedra da Mua                           | Vale do Guadiana               |  |
| Gruta do Zambujal                      | Fonte Benémola                 |  |
| Arrábida                               | S.C.Marim-V.R.S. António       |  |
| Sudoeste Alentejano e Costa Vicentina  | Ria Formosa                    |  |
|                                        | Rocha da Pena e Fonte Benémola |  |

### Narodni parki
Območja, razvrščena kot narodni parki, obsegajo regije, ki predstavljajo naravne regionalne značilnosti, ki kažejo biotsko raznovrstnost naravne in človeške krajine, ter geolokacije z znanstveno, ekološko ali izobraževalno vrednostjo. Na razvrstitev območja kot narodnega parka vpliva naravna vrednota regije, ki ohranja ekološko celovitost ekosistema, njegovih sestavnih elementov in ekoloških procesov na tem ozemlju ter preprečuje intenzivno izkoriščanje s prilagajanjem združljivih ukrepov za ohranjanje regije. Narodni park Peneda-Gerês je edini narodni park na Portugalskem; je v severozahodnem kotu ozemlja in spada v mrežo PAN Parks.
V narodnem parku Peneda-Gerês so številni hrastovi in mešani gozdovi, ki jih prepredajo podrast, barja in raznoliko grmičevje. Planinski orel, velika uharica, sršenar in repaljščica so nekatere od 147 portugalskih ptic, ki jih lahko najdemo v Gerêsu. Poleg kune zlatice so še velika podlasica, volk, rjavi medved, divje koze, Latastejev gad (Vipera latastei) in Vipera seoanei in številne vrste veveric.

### Naravni park
Naravni parki so določeni glede na njihova naravna in polnaravna območja, kjer na ohranjanje biotske raznovrstnosti vplivajo človekove dejavnosti in ki zahtevajo širjenje trajnostnega pretoka med naravnimi in človekovimi storitvami. Na razvrstitev naravnega parka vplivajo naravne značilnosti regije, ki vplivajo na regionalni oziroma državni razvoj.
- Mednarodni naravni park Douro (portugalsko Parque Natural do Douro International)
- Mednarodni naravni park Tejo (portugalsko Parque Natural do Tejo International)
- Naravni park Alvão (portugalsko Parque Natural de Alvão)
- Naravni park Arrábida (portugalsko Parque Natural de Arrábida), ki je na polotoku Setúbal, je regija sredozemskega značaja z različnimi peščenimi plažami;
- Naravni park Montesinho (portugalsko Parque Natural de Montesinho)
- Naravni park Sintra-Cascais (portugalsko Parque Natural de Sintra-Cascais)
- Naravni park jugozahodnega Alenteja in obale Saint Vincent (portugalsko: Parque Natural do Sudoeste Alentjano e Costa Vincentina)
- Naravni park doline Guadiana (portugalsko Parque Natural do Vale do Guadiana)
- Naravni park severne obale (portugalsko Parque Natural de Litoral Norte)
- Naravni park Ria Formosa (portugalsko Parque Natural da Ria Formosa)
- Naravni park Serra da Estrela (portugalsko Parque Natural da Serra da Estrela), v osrednji Portugalski, je obsežno območje dolin in travnatih tal;
- Naravni park Serra de São Mamede (portugalsko Parque Natural da Serra de São Mamede)
- Naravni park Serras de Aires e Candeeiros (portugalsko Parque Natural das Serras de Aires e Candeeiros)

### Naravni rezervati
Naravni rezervat je območje z ekološkimi, geološkimi in fiziografskimi značilnostmi ter drugimi lastnostmi znanstvene, ekološke ali izobraževalne vrednosti, ki ga človek trajno ali v pomembnem obsegu ne poseljuje. Razvrstitev območja kot naravnega rezervata temelji na njegovih naravnih značilnostih, katerih zaščita bo povzročila prihodnje koristi za uporabo ali ovrednotenje virov območja. Območja naj ostanejo nespremenjena zaradi človekove dejavnosti v daljšem časovnem obdobju.
- Naravni rezervat Berlengas (portugalsko Reserva Natural das Berlengas)
- Naravni rezervat estuarija Sado
- Naravni rezervat estuarija Tejo (portugalsko Esttuário do Tejo)
- Naravni rezervat sipin São Jacinto (portugalsko Reserva Natural das Dunas de São Jacinto)
- Naravni rezervat jezer Santo André in Sancha (portugalsko Lagoas de Santo André and Sancha)
- Naravni rezervat Barje Arzila (portugalsko Reserva Natural do Paul de Arzila)
- Naravni rezervat barja Boquilobo (portugalsko Reserva Natural do Paul de Boquilobo)
- Naravni rezervat barja Castro Marim in Vila Real de Santo António (portugalsko Reserva Natural do Sapal de Castro Marim-Vila Real de Santo António)
- Naravni rezervat Serra da Malcata (portugalsko Reserva Natural da Serra da Malcata)

### Zavarovana krajina
Zavarovane krajine so posledica interakcije med človeško in naravno rabo ter lahko izkazujejo estetsko, ekološko ali kulturno vrednost. Razvrstitev območja kot zavarovane krajine predvideva zaščito naravnih in kulturnih rab, ki obstajajo na tem območju, poudarjanje lokalne rabe in sprejemanje metod za ohranjanje prostorov.
- Zavarovana krajina fosilne obale Costa da Caparica
- Zavarovana krajina Serra do Açor (portugalsko: Paisagem Protegida da Serra do Açor)

### Naravni spomenik
Naravni spomenik je naravno oblikovan pojav z edinstvenimi, redkimi reprezentativnimi značilnostmi v smislu ekološke, estetske, znanstvene ali kulturne vrednosti, ki jih je treba ohranjati in vzdrževati. Ta razvrstitev predvideva varstvo njene naravne vrednote, predvsem opaznih pojavov geološke dediščine, celovitosti njenih značilnosti in območij neposredno okoli njih, s sprejetjem omejitev za omejevanje neustrezne rabe.
- Naravni spomenik Cabo Mondego (portugalsko Monumento Natural de Cabo Mondego)
- Naravni spomenik Carenque (portugalsko Monumento Natural de Carenque)
- Naravni spomenik Lagosteiros (portugalsko' Monumento Natural de Lagosteiros)
- Naravni spomenik Pedra da Mua (portugalsko' Monumento Natural da Pedro da Mua)
- Naravni spomenik Pedreira do Avelino (portugalsko' Monumento Natural da Pedreira do Avelino)
- Naravni spomenik dinozavrovih stopinj Serra de Aire (portugalsko Monumento Natural das Pegadas de Dinossauros de Serra de Aire)
- Naravni spomenik Portas de Ródão (portugalsko Monumento Natural das Portas de Ródão)

### Zasebna zavarovana območja
APP so zasebna zemljišča, ki niso vključena v zavarovana območja, kjer naravne značilnosti (njena redkost, znanstvena, ekološka, družbena ali krajinska vrednost) zahtevajo ukrepe za zaščito, ohranjanje in upravljanje njihove kontinuitete. Imenovanje se izvede na podlagi zahteve določenega lastnika nepremičnine, ki zahteva posebno kandidaturo (urejeno z odlokom 1181/2009, 7. oktober 2009) in priznanje s strani nacionalnega organa. Zemljišča, ki so označena kot APP, spadajo v omrežje RNAP in ostajajo predmet protokolov upravljanja nacionalnega organa.
- Zasebno zavarovano območje Faia Brava

Naravni park Madeira varuje zelo redko vrsto subtropskega deževnega gozda (Laurissilva) in je bil uvrščen na Unescov seznam dediščine. Poleg tega posebnega območja imata avtonomni regiji Madeira in Azori več območij, določenih pod zaščito za ohranjanje vrst in habitatov.
Tapada Nacional de Mafra je opazna zaradi svoje bogate flore in favne. Tapada je bila ustanovljena v času vladavine kralja Ivana V. za kraljevsko veselje monarha kot lovski rezervat. S površino 8 km² je park vključeval vrste jelenov, merjascev, lisic, ujed in več drugih vrst. Danes je Tapada razvrščena kot nacionalno lovsko območje (portugalsko Zona de Caça Nacional).

## Regionalno/lokalno
Zavarovana območja v regionalni ali lokalni domeni so bila ustanovljena za upravljanje območij s strani skupine ali občin ali občinskih organov in vključujejo: naravne parke, naravne rezervate, zavarovane krajine in naravne spomenike z uporabo 'regionalnega' ali 'lokalnega' kvalifikatorja. V skladu z zakonsko uredbo 19/93 z dne 23. januarja 1993 so bile opredeljene naslednje zavarovane krajine:
- Regionalna zavarovana krajina rezervoarja Azibo (portugalsko Paisagem Protegida Regional de Albufeira do Azibo)
- Regionalna zavarovana krajina Corno do Bico (portugalsko Paisagem Protegida Regional do Corno do Pico)
- Regionalna zavarovana pokrajina jezera Bertiandos in São Pedro dos Arcos
- Regionalna zavarovana krajina Serra de Montejunto (portugalsko Paisagem Protegida Regional da Serra de Montejunto)

Na podlagi odloka 142/2008 z dne 24. julija 2008 so bila ustanovljena naslednja regionalna ali lokalna območja:
- Lokalni naravni rezervat estuarija Douro (portugalsko Reserva Natural Local do Estuário do Douro)
- Lokalni naravni rezervat Barje Tornada (portugalsko Reserva Natural Local do Paul de Tornada)
- Regionalni naravni rezervat obale Vila do Conde in ortinološki rezervat Mindelo (portugalsko Paisagem Protegida Regional do Litoral de Vila do Conde Reserva Ornitológica do Mindelo)
- Lokalna zavarovana krajina Agolada Weir (portugalsko Paisagem Protegida Local do Açude da Agolada)
- Lokalna zavarovana krajina Monte da Barca Weir (portugalsko Paisagem Protegida Local do Açude Monte da Barca)
- Lokalna zavarovana krajina Rocha da Pena (portugalsko Paisagem Protegida Local da Rocha da Pena)
- Lokalna zavarovana krajina Fonte Benémola (portugalsko Nature Paisagem Protegida Local da Fonte Benémola)

## Natura 2000
Več krajev na Portugalskem (narodni parki, naravni parki, rezervati ali zavarovane krajine) je zavarovanih v okviru evropskega programa Natura 2000, ki je zasnovan za zaščito najbolj resno ogroženih habitatov in vrst po vsej Evropi.

## Geoparki
Dve obsežni območji Portugalske sta bili zaradi izjemne geološke dediščine imenovani za geopark. Arouca in Naturtejo sta geoparka člana Evropske mreže geoparkov in Unescove globalne mreže nacionalnih geoparkov. Čeprav to ni zakonsko določeno po portugalski ali evropski zakonodaji, članstvo v teh mrežah zagotavlja dodatno zaščito geološke dediščine območij.